# Куйваш
Куйваш — пресноводное озеро на территории Юшкозерского сельского поселения Калевальского района и Сосновецкого сельского поселения Беломорского района Республики Карелии.

## Общие сведения
Площадь озера — 2,5 км², площадь водосборного бассейна — 26,1 км². Располагается на высоте 117,0 метров над уровнем моря.
Форма озера лопастная, продолговатая: оно вытянуто с северо-запада на юго-восток. Берега изрезанные, каменисто-песчаные, местами заболоченные.
Через озеро протекает река Куйвашоя, впадающая в реку Кемь.
В озере расположено не менее трёх небольших безымянных островов.
Код объекта в государственном водном реестре — 02020000911102000006060.